# Scarabaeus ambiguus
Scarabaeus ambiguus là một loài bọ cánh cứng trong họ Bọ hung (Scarabaeidae).